# Takajärvi (Junosuando socken, Norrbotten)
Takajärvi är en sjö i Pajala kommun i Norrbotten och ingår i Torneälvens huvudavrinningsområde. Sjön har en area på 0,111 kvadratkilometer och ligger 222,9 meter över havet.

## Delavrinningsområde
Takajärvi ingår i det delavrinningsområde (750428-179196) som SMHI kallar för Utloppet av Takajärvi. Medelhöjden är 227 meter över havet och ytan är 1,18 kvadratkilometer. Det finns inga avrinningsområden uppströms utan avrinningsområdet är högsta punkten. Vattendraget som avvattnar avrinningsområdet har biflödesordning 3, vilket innebär att vattnet flödar genom totalt 3 vattendrag innan det når havet efter 267 kilometer. Avrinningsområdet består mestadels av skog (50 procent). Avrinningsområdet har 0,11 kvadratkilometer vattenytor vilket ger det en sjöprocent på 9 procent. Bebyggelsen i området täcker en yta av 0,39 kvadratkilometer eller 33 procent av avrinningsområdet.